# Petjades fòssils de White Sands
Les petjades fòssils de White Sands són un conjunt de petjades humanes fossilitzades descobertes l'any 2009 al parc nacional de White Sands a Nou Mèxic (Estats Units d'Amèrica).
L'any 2021 es van datar amb radiocarboni, a partir de llavors vegetals trobades a les capes de sediments, amb una antiguitat de 21.000 i 23.000 anys. Si aquest interval de dates és correcte, serien un dels registres humans més antics del continent americà, si no el més antic. Les 61 petjades es troben a la vora d'un llac de l'era glacial a la conca de Tularosa. Les petjades mostren humans perseguint possiblement un peresós gegant, i estan associades amb altres de megafauna extinta, com mamuts colombians.
El 2022, escèptics van assenyalar que les estimacions d'edat es basaven en les llavors de Ruppia cirrhosa datades amb carboni, les plantes mare de les quals poden ingerir carboni de les aigües subterrànies, la qual cosa podria donar lloc a dates de milers d'anys massa antigues. Aquest estudi suggeria que l'edat màxima de les petjades era probablement d'entre 15.500 i 13.500 anys abans del present, comparables amb molts altres jaciments arqueològics d'Amèrica. Un estudi de 2023 que incloïa datació per radiocarboni del pol·len i datació per luminescència estimulada òpticament (datació OSL) de granets de quars dins de les capes de la petjada va corroborar les dates originals obtingudes de les llavors, tot i que aquestes dates també han estat considerades incertes per d'altres autors que suggereixen que representen edats màximes, més que estimacions d'edat reals, pel fet que la datació OSL només es pren d'una capa per sota de les petjades i el potencial que el pol·len antic s'erosioni i es torni a dipositar en capes més joves.